# Florian Mokrski
Florian Mokrski (n. aprox. 1305 - d. 6 februarie 1380, Cracovia) a fost un preot catolic polonez, care a îndeplinit demnitatea de episcop al Cracoviei (1367-1380).

## Biografie
S-a născut în jurul anului 1305, fiind fiul castelanului Piotr Mokrski. A devenit cancelar la Łęczyca și paroh al Cracoviei Łęczyca. În 1351 la cererea regelui Cazimir cel Mare a făcut o călătorie în Italia cu scopul de a se familiariza cu organizarea universităților din Padova și Bologna. Împreună cu Janusz Suchywilk și cu Jarosław Bogoria a elaborat actul de constituire al Academiei din Cracovia. În 1367 a fost numit episcop de Cracovia. În calitate de episcop, a construit un castel la Bodzentyn și a înconjurat orașul cu ziduri de apărare, a extins cetatea din Iłża, a ctitorit biserica parohială din Dobrowoda, unde a fost o reședință a episcopilor din Cracovia, și a construit o biserică la Węgleszyn. 
La 9 martie 1371 Papa Grigore al XI-lea (1370-1378) a înființat Episcopia de Siret, primul episcop fiind numit preotul polonez Andrei Wasilo de Jastrzebiec. Acesta a fost hirotonit la Cracovia în aceeași zi ca episcop de către Florian Mokrski, episcop al Cracoviei (1367-1380), și de alți episcopi, care i-au dat un document legalizat la notariatul din Liov la 9 august 1371. Episcopul Florian Mokrski a publicat în 1373 statutele sinodale. El a decedat la 6 februarie 1380.